# Persone di cognome De Angelis
| Questa pagina contiene informazioni ricavate automaticamente dalle voci biografiche con l'ausilio del template Bio e di un bot. L'aggiornamento è periodico e automatico e ricostruisce completamente la pagina. Se manca una persona in questa lista, sei pregato di non aggiungerla, ma accertati piuttosto che la sua voce biografica contenga il template Bio e che i dati anagrafici siano correttamente compilati. Se il template Bio manca, inseriscilo tu stesso o, in alternativa, metti l'avviso {{tmp\|Bio}} che ne segnala la mancanza. Se i dati riportati sono sbagliati, correggi direttamente la voce biografica; le modifiche saranno visibili in questa lista entro pochi giorni. Per chiarimenti vedi il progetto antroponimi. La lista contiene solo le 70 persone che sono citate nell'enciclopedia e per le quali è stato implementato correttamente il template Bio. Pagina aggiornata al 23 lug 2025. |

Questa è una lista di persone presenti nell'enciclopedia che hanno il cognome De Angelis, suddivise per attività principale.

## Allenatori di calcio(2)
- Gianluca De Angelis, allenatore di calcio e ex calciatore italiano (Pedaso, n. 1967)
- Stefano De Angelis, allenatore di calcio e ex calciatore italiano (Roma, n. 1974)

## Architetti(1)
- Giulio De Angelis, architetto italiano (Roma, n. 1845 - Anzio, † 1906)

## Attivisti(1)
- Nanni De Angelis, attivista e politico italiano (Campotosto, n. 1958 - Roma, † 1980)

## Attori(5)
- Daniele De Angelis, attore italiano (Roma, n. 1988)
- Gualtiero De Angelis, attore e doppiatore italiano (Roma, n. 1899 - Roma, † 1980)
- Lorenzo De Angelis, attore, doppiatore e direttore del doppiaggio italiano (Roma, n. 1984)
- Manlio De Angelis, attore, doppiatore e direttore del doppiaggio italiano (Roma, n. 1935 - Olbia, † 2017)
- Tobia De Angelis, attore italiano (Bologna, n. 2000)

## Attori teatrali(1)
- Pasquale De Angelis, attore teatrale italiano (Napoli, n. 1808 - Napoli, † 1880)

## Attrici(1)
- Matilda De Angelis, attrice italiana (Bologna, n. 1995)

## Bassi(1)
- Nazzareno De Angelis, basso italiano (Roma, n. 1881 - Roma, † 1962)

## Bassiste(1)
- Victoria De Angelis, bassista e disc jockey italiana (Roma, n. 2000)

## Calciatori(3)
- Alfredo De Angelis, calciatore italiano (Pescara, n. 1918 - Pescara, † 2004)
- Benedetto De Angelis, ex calciatore e allenatore di calcio italiano (Roma, n. 1929)
- Umberto De Angelis, calciatore italiano (Pescara, n. 1910 - Pescara, † 2001)

## Cantanti(3)
- Enrico De Angelis, cantante e imprenditore italiano (Roma, n. 1920 - Milano, † 2018)
- Gianfranco De Angelis, cantante e attore italiano (Roma, n. 1949)
- Wilma De Angelis, cantante e conduttrice televisiva italiana (Milano, n. 1930)

## Cantautori(5)
- Edoardo De Angelis, cantautore e paroliere italiano (Roma, n. 1945)
- Guido De Angelis, cantautore, compositore e arrangiatore italiano (Rocca di Papa, n. 1944)
- Maurizio De Angelis, cantautore, compositore e arrangiatore italiano (Rocca di Papa, n. 1947)
- Max De Angelis, cantautore italiano (Roma, n. 1972)
- Rodolfo De Angelis, cantautore, drammaturgo e attore teatrale italiano (Napoli, n. 1893 - Milano, † 1965)

## Doppiatori(2)
- Claudio De Angelis, doppiatore e direttore del doppiaggio italiano (Asmara, n. 1945)
- Vittorio De Angelis, doppiatore, dialoghista e direttore del doppiaggio italiano (Roma, n. 1962 - Roma, † 2015)

## Doppiatrici(1)
- Eleonora De Angelis, doppiatrice, direttrice del doppiaggio e dialoghista italiana (Roma, n. 1967)

## Fantini(1)
- Pietro De Angelis, fantino italiano (Cineto Romano, n. 1905 - Siena, † 1957)

## Fisici(1)
- Alessandro De Angelis, fisico e astrofisico italiano (Cencenighe Agordino, n. 1959)

## Fumettisti(1)
- Roberto De Angelis, fumettista italiano (Napoli, n. 1959)

## Gesuiti(1)
- Alessandro De Angelis, gesuita, teologo e astronomo italiano (Spoleto, n. 1559 - Ferrara, † 1620)

## Giocatori di football americano(1)
- Norberto De Angelis, ex giocatore di football americano italiano (Piacenza, n. 1964)

## Giornalisti(4)
- Alessandro De Angelis, giornalista, conduttore televisivo e autore televisivo italiano (L'Aquila, n. 1976)
- Ernesto De Angelis, giornalista e politico italiano (Napoli, † 1935)
- Guido De Angelis, giornalista, conduttore radiofonico e conduttore televisivo italiano (Roma, n. 1958)
- Massimo De Angelis, giornalista e filosofo italiano (Roma, n. 1954)

## Hockeisti su ghiaccio(1)
- Michael De Angelis, ex hockeista su ghiaccio canadese (Hope, n. 1966)

## Mafiosi(1)
- Angelo De Angelis, mafioso italiano (Roma, n. 1949 - Roma, † 1983)

## Medici(1)
- Vincenzo De Angelis, medico, politico e poeta italiano (Brancaleone, n. 1877 - Brancaleone, † 1945)

## Militari(1)
- Gerardo De Angelis, militare, sceneggiatore e partigiano italiano (Taurasi, n. 1894 - Roma, † 1944)

## Missionari(1)
- Girolamo De Angelis, missionario e gesuita italiano (Enna, n. 1567 - Edo, † 1623)

## Pallavolisti(1)
- Carlo De Angelis, pallavolista italiano (Formia, n. 1996)

## Piloti automobilistici(2)
- Elio De Angelis, pilota automobilistico italiano (Roma, n. 1958 - Marsiglia, † 1986)
- Roman De Angelis, pilota automobilistico canadese (Windsor, n. 2001)

## Piloti di rally(1)
- William De Angelis, pilota di rally e pilota motociclistico sammarinese (Rimini, n. 1981)

## Piloti motociclistici(1)
- Alex De Angelis, pilota motociclistico sammarinese (Rimini, n. 1984)

## Pittori(3)
- Carmine De Angelis, pittore italiano (Salerno, n. 1923 - Salerno, † 1986)
- Domenico De Angelis, pittore italiano (Ponzano Romano, n. 1735 - Roma, † 1804)
- Francesco De Angelis, pittore italiano

## Pittrici(2)
- Amalia De Angelis, pittrice italiana (Roma, n. 1824 - Roma, † 1873)
- Deiva De Angelis, pittrice italiana (Perugia, n. 1884 - Roma, † 1925)

## Poeti(1)
- Milo De Angelis, poeta, scrittore e critico letterario italiano (Milano, n. 1951)

## Politiche(1)
- Sara De Angelis, politica italiana (Roma, n. 1976)

## Politici(6)
- Candido De Angelis, politico italiano (Anzio, n. 1957)
- Fausto De Angelis, politico italiano (Vibo Valentia, n. 1973)
- Francesco De Angelis, politico italiano (Ripi, n. 1959)
- Giacomo De Angelis, politico italiano (Maddaloni, n. 1957)
- Marcello De Angelis, politico e giornalista italiano (Roma, n. 1960)
- Pietro De Angelis, politico italiano (Manziana, n. 1809 - Roma, † 1881)

## Registi(2)
- Edoardo De Angelis, regista, sceneggiatore e produttore cinematografico italiano (Napoli, n. 1978)
- Fabrizio De Angelis, regista, sceneggiatore e produttore cinematografico italiano (Roma, n. 1940)

## Religiose(2)
- Claudia De Angelis, religiosa italiana (Anagni, n. 1675 - Roma, † 1715)
- Maria Ludovica De Angelis, religiosa italiana (San Gregorio, n. 1880 - La Plata, † 1962)

## Saggisti(1)
- Giulio De Angelis, saggista e traduttore italiano (Firenze, n. 1925 - Firenze, † 2000)

## Scrittori(2)
- Augusto De Angelis, scrittore e giornalista italiano (Roma, n. 1888 - Como, † 1944)
- Raoul Maria De Angelis, scrittore, giornalista e pittore italiano (Terranova da Sibari, n. 1908 - Roma, † 1990)

## Scultori(2)
- Giovanni De Angelis, scultore italiano (Ischia, n. 1938)
- Giuseppe De Angelis, scultore italiano (Macerata, n. 1883 - † 1958)

## Tenori(1)
- Fortunato De Angelis, tenore italiano (Roma, n. 1882)

## Violinisti(1)
- Francesco De Angelis, violinista italiano (Castellammare di Stabia, n. 1971)